# Syllepte taiwanalis
Syllepte taiwanalis là một loài bướm đêm trong họ Crambidae.